# Parrya pulvinata
Parrya pulvinata är en korsblommig växtart som beskrevs av Mikhail Grigoríevič Popov och Nikolaj Adolfovitj Busj. Parrya pulvinata ingår i släktet Parrya och familjen korsblommiga växter. Inga underarter finns listade i Catalogue of Life.